# Gay Giano (品牌)
Gay Giano是香港一個服裝品牌，專門經營男裝西裝訂製及男裝配飾業務。該品牌在1980年代創立。
被新的獨立公司接手後Gay Giano為旗下的訂製西裝業務引入了三維度身儀器來改善西裝的貼身程度，透過三維全身掃描量度顧客身體尺寸以供製作西裝，並取代傳統軟尺的方法。
Gay Giano現時旗下擁有2家分店，分別位於銅鑼灣SOGO

## 歷史
Gay Giano這個品牌創立至今30餘年曾經由不同投資者及公司擁有，最初公司創立時名為Gay Giano International Group Limited，品牌的名稱便由此而來，但後來品牌與該公司分開營運。現時「Gay Giano」品牌以及「Cour Carré」、「Due G」均由另一家獨立公司接管並以新方式營運，而公司則已經轉型並改名成為聯合光伏集團有限公司。

## 連結
- GayGiano.com （页面存档备份，存于）